# إريس بيرغوين
إريس بيرغوين (بالإنجليزية: Iris Burgoyne)‏ هي كاتِبة أسترالية، ولدت في 1936، وتوفيت في 2014.